# 八日市インターチェンジ
八日市インターチェンジ（ようかいちインターチェンジ）は、滋賀県東近江市中小路町にある名神高速道路のインターチェンジである。2005年の道路関係四公団民営化後は、八日市ICを含む東側が中日本高速道路（NEXCO中日本名古屋支社）、八日市ICを含まない西側が西日本高速道路（NEXCO西日本関西支社）の管轄となっている。

## 概要
滋賀県湖東地方の重要なICで、東近江市・愛荘町・日野町などの最寄りICである。近くに工業団地があり、多くの企業が進出している。永源寺や湖東三山（百済寺、金剛輪寺、西明寺）のアクセスのための利用数も多い。

## 構造
インターチェンジの形状はランプが名神高速道路の本線をまたぐトランペット型。設計段階ではランプが本線を潜り抜ける形状で検討されていたが、後に本線が低い位置に来るようになったため現行の通りに設計変更された。工事時にループ内にあった松林ほとんど全面的に残された。
八日市バスストップを併設する。

## 道路
- E1 名神高速道路（29番）

## 歴史
- 1964年（昭和39年）4月12日 - 名神高速道路の関ヶ原IC - 栗東IC間の開通に伴い[10]、供用開始[1]。

## 接続道路
- 国道421号（八風街道）[1]

このインターチェンジ付近を起点に新名神高速道路甲賀土山ICを経由し、名阪国道上柘植ICへ至る地域高規格道路の名神名阪連絡道路が計画されている。

## 料金所
- ブース数：6

### 入口
- ブース数：2
  - ETC専用：1
  - ETC・一般：1

### 出口
- ブース数：4
  - ETC専用：2
  - 一般：2

## 周辺
病院や小学校が近隣するため名神高速道路の開通時に日本道路公団で初の遮音壁が設置された。この遮音壁は高さ3 mのコンクリート製である。運転手の視覚的な負担を軽減するため、ツタを巻かせ、道路側に植樹する工夫が取られている。なお、建設に先立ちクサヘル・ドルシュから八日市インターチェンジを病院から離すか、または病院の移転を行うべきとアドバイスを受けている。
- 東近江総合医療センター
- 東近江市立玉園中学校
- 東近江市立御園小学校
- 湖東三山（百済寺、金剛輪寺、西明寺）
- 永源寺
- 近江鉄道バス 八日市インターバス停
- コストコ東近江倉庫店[14][15][16]

## 隣
E1 名神高速道路
(27-1) 米原JCT - (28) 彦根IC - (28-1) 多賀SA/スマートIC - (28-2) 湖東三山PA/スマートIC - (29) 八日市IC - 黒丸PA/スマートIC（スマートICは事業中） - (29-1) 蒲生スマートIC- (29-2) 竜王IC

## 八日市バスストップ
名神八日市とも呼ばれる。

### バス路線
高速バス（高速道路側）
- 名神ハイウェイバス

路線バス（一般道側）
- 近江鉄道バス
  - 「名神八日市」バス停
    - 御園線：八日市駅 - 浜野 - 八日市営業所前 - 妙法寺 - 名神八日市 - 五智前 - （東近江総合医療センター - ）林田 - 如来 - 青野 - 永源寺中学校 - 山上新田口 - 永源寺前 - 永源寺車庫

「東近江総合医療センター」は平日の8時から16時に同停留所を経由する便のみが停車する。